# توچینی، شهرستان شویکیه
توچینی، شهرستان شویکیه (به لاتین: Tuszyny, Świecie County) یک منطقهٔ مسکونی در لهستان است که در Gmina Świekatowo واقع شده‌است.